# Association Sportive Pirae
A Association Sportive Pirae é um clube de futebol taitiano, sediado em Pirae. 
Fundado em 1929, é um dos clubes mais vitoriosos da Polinésia Francesa, tendo vencido o Campeonato Taitiano de Futebol por 10 vezes. Também foi a primeira equipe da coletividade de ultramar a chegar a final da Liga dos Campeões da OFC, em 2006. 
Chegou também a disputar algumas vezes a Copa da França, sendo a última participação em 2015–16.

## Títulos
- Campeonato Taitiano de Futebol : 12

1989, 1991, 1993, 1994, 2001, 2003, 2006, 2013–14, 2019–20, 2020–21, 2021/22, 2023/24
- Tahiti Coupe des Champions: 1

1996
- Tahiti Cup: 9

1970, 1980, 1984, 1994, 1996, 1999, 2000, 2002, 2005
- Coupe de Polynésie: 9

1970, 1980, 1984, 1994, 1996, 1999, 2000, 2002 e 2005
- Pacific French Territories Cup: 2

2001 e 2007
- Coupe D.O.M-T.O.M: 1

2002

## Elenco atual
Elenco formado para a disputa da Liga dos Campeões da OFC de 2013–14.
Nota: Bandeiras indicam equipe nacional, conforme definido pelas regras de elegibilidade da FIFA. Os jogadores podem ter mais de uma nacionalidade não-FIFA.
| N.º |                    | Posição | Jogador              |
| --- | ------------------ | ------- | -------------------- |
| 1   | Polinésia Francesa | G       | Stevens Hiriga       |
| 2   | Polinésia Francesa | D       | Tauirai Teiva        |
| 3   | Polinésia Francesa | D       | Ariinui Tapu         |
| 4   | Polinésia Francesa | D       | Ken Warren           |
| 5   | Polinésia Francesa | M       | Raimoana Bennett     |
| 6   | Polinésia Francesa | D       | Gael Meslien         |
| 7   | Polinésia Francesa | A       | Raimana Li Fung Kuee |
| 8   | Polinésia Francesa | M       | Salomon Tevepauhu    |
| 9   | Polinésia Francesa | A       | Naea Bennett         |
| 10  | Polinésia Francesa | A       | Tearii Labaste       |
| 11  | Polinésia Francesa | M       | Teva Zaveroni        |
| 12  | Polinésia Francesa | G       | Franck Revel         |
| 13  | Polinésia Francesa | D       | Raumatahi Noho       |

| N.º |                    | Posição | Jogador          |
| --- | ------------------ | ------- | ---------------- |
| 14  | Argentina          | D       | Augustin Dallera |
| 15  | Polinésia Francesa | A       | Teriinoho Tihoni |
| 17  | Polinésia Francesa | A       | Marc Vaki        |
| 18  | Polinésia Francesa | M       | Jimmy Tepa       |
| 19  | Polinésia Francesa | M       | Marama Vahirua   |
| 20  | Polinésia Francesa | M       | Jay Warren       |
| 21  | Argentina          | D       | Javier Paez      |
| 22  | Polinésia Francesa | M       | Tainui Lehartel  |
| 23  | Espanha            | A       | Repetto Costa    |
| 24  | Polinésia Francesa | G       | Jonathan Torohia |
| 25  | Polinésia Francesa | D       | Heimanu Taiarui  |
| 26  | Polinésia Francesa | D       | Huimana Parker   |

### Comissão técnica
| Cargo                 | Nome                |
| Treinador             | Gérard Kautai       |
| Assistente            | Samuel Garcia       |
| Treinador de goleiros | Vahitutaurua Pimati |
| Fisioterapeuta        | Jean-Claude Lintz   |
| Gerenciador de mídia  | Reynald Temarii     |